# Кучаев, Андрей Леонидович
Андрей Леонидович Кучаев (9 апреля 1939, Москва — 27 мая 2009, Оберхаузен, Германия) — советский и немецкий писатель-юморист, прозаик, драматург, сценарист.

## Биография
Родился в семье научных работников, отец — Леонид Сулейманович, дагестанец.
Среднюю школу окончил с серебряной медалью. Писать рассказы стал ещё школьником, показывал их Корнею Чуковскому, от которого получил рекомендацию в Литературный институт, но выбрал физику и поступил в МИФИ. Через год перевёлся в Московский электротехнический институт связи.
В 1963 году окончил Институт связи, до 1969 года работал инженером в НИИ «Аэропроект». В 1974 окончил Высшие сценарные курсы.
С 1972 года — член Союза писателей СССР.
Получил известность как писатель-юморист. Начал печататься в 1970 году в «Литературной газете», стал лауреатом конкурса «Золотой телёнок». Печатался также в других газетах и журналах «Юность», «Огонёк», «Крокодил» и др.
Преподавал, в его литературной студии занимались, среди других, Игорь Иртеньев, Александр Кабаков, Виктор Шендерович. В 1993—1995 преподавал также в Новом гуманитарном университете.
Работал заместителем главного редактора журналов «Новая Россия» (переименованный из журнала «Советский Союз»), «Русская виза».

## Эмиграция в ФРГ
С ноября 1995 жил в Германии в городе Мюльхайм-ан-дер-Рур. Публиковался в журналах русской эмиграции «Литературный европеец» и «Мосты», Франкфурт на Майне. Вёл литературный кружок при синагоге.
Скончался от злокачественной опухоли мозга 27 мая 2009 года в Германии, в г. Оберхаузене.
Похоронен на Востряковском кладбище в Москве (уч. 70).

## Премии
- Премия «Золотой телёнок» «Клуба 12 стульев» «Литературной Газеты» (1970).
- Премия им. Н.Островского (1974, за повесть «Тёплое место»).
- Лауреат конкурса на лучшую пьесу (1983).

## Творчество

### Книги
- Мозговая косточка. — М., 1973.
- Второй план. — М.: Правда, 1976 (Библиотека Крокодила № 15 (764)).
- Чаёк. — М.: Правда, 1986 (Библиотека Крокодила № 16 (1005)).
- Предмет сатиры. Ничего на десерт. — М., 1983.
- Блеск глаз. — М., 1990.
- Записки Синей Бороды (роман) — «Знамя», 1995. № 2.
- Записки счастливого эмигранта. — М., «Гелеос», 2001.
- Трах non stop. — М., 2007. — ISBN 978-5-17-045353-5, 978-5-94663-434-2
- Sex Around the Clock: Секс вокруг часов. — М., 2009. — ISBN 978-5-17-055587-1, 978-5-94663-543-8

### Пьесы
- Вот какой компот, ребята! (комедия-сказка) — М., 1970.
- Городской романс. (лирическая комедия) — М., 1976.
- Сольный концерт на Атоммаше. — М., 1981.
- Каждый пятый. — М., 1983.

### Киносценарии
- 1983 — К своим!
- 1974 — Засекреченный город

### Другие публикации
- Как стать знаменитым писателем (роман), «Москва» 2002, № 3, 4
- От великого до простого (попытка мемуаров), «Москва» 2003, № 1 2

### О нём
А. Нилин Станция Переделкино: поверх заборов : роман частной жизни. — М. : АСТ : Редакция Елены Шубиной, 2015. — ISBN 978-5-17-087072-1

## Известные адреса
Москва, Голиковский переулок

## Личная жизнь
Жена (1964—1969) — Ирина Баталова (Ротова), дочь художника Константина Ротова.
Жена — Галина Соколова
Жена — Татьяна
Жена — Алла, художник
Жена — Раиса Шиллимат